# Staatspokal von Tocantins
Der Staatspokal von Tocantins (offiziell Copa Tocantins de Futebol) war der Fußballverbandspokal des Bundesstaates Tocantins in Brasilien. Er wurde von 1993 bis 1998 vom Landesverband der Federação Tocantinense de Futebol (FTF) ausgerichtet.
Der Sieger qualifizierte sich für die Teilnahme am Copa do Brasil im Folgejahr. Der Wettbewerb ging 1999 in die Staatsmeisterschaft von Tocantins auf.

## Pokalhistorie

### Gewinner nach Jahren
| Saison | Pokalsieger   | Ergebnis | Finalist          |
| ------ | ------------- | -------- | ----------------- |
| 1993   | Kaburé EC     |          | Intercap EC       |
| 1994   | Kaburé EC     |          | Tocantinópolis EC |
| 1995   | União AC (TO) | 1:0 2:2  | Gurupi EC         |
| 1996   | Kaburé EC     | 3:1 0:0  | Tocantinópolis EC |
| 1997   | AA Alvorada   | 2:1 0:0  | Tocantinópolis EC |
| 1998   | Interporto FC |          |                   |

### Statistik
| Klub              | Sieger               | Zweiter              |
| ----------------- | -------------------- | -------------------- |
| Kaburé EC         | 4 (1993, 1994, 1996) |                      |
| União AC (TO)     | 1 (1995)             |                      |
| AA Alvorada       | 1 (1997)             |                      |
| Interporto FC     | 1 (1998)             |                      |
| Tocantinópolis EC |                      | 3 (1994, 1996, 1997) |
| Intercap EC       |                      | 1 (1993)             |
| Gurupi EC         |                      | 1 (1995)             |